# Rupicola rupicola
Rupicola rupicola là một loài chim trong họ Cotingidae. Nó dài khoảng 30 xentimét (12 in) và nặng khoảng 200 đến 220 gam (7,1 đến 7,8 oz). Chúng được tìm thấy ở rừng mưa nhiệt đới. Bộ lông của con trống có màu cam sáng và có một cái mào hình bán nguyệt nổi bật. Con mái màu hơi nâu, và nói chung màu tối hơn con trống. Nó một trong hai loài của chi Rupicola, loài còn lại là Rupicola peruvianus. Rupicola rupicola sống dọc vùng rừng ở đông bắc Nam Mỹ. Chế độ ăn của nó chủ yếu gồm trái cây, nhưng đôi khi cũng có rắn nhỏ và thằn lằn.